# Francisco Bueso Cuéllar
Francisco Bueso Cuéllar nació en la ciudad de Santa Rosa de Copán, en 1860 fue Presidente provisional de la república de Honduras en 1924, encabezando un Consejo de Ministros.

## Biografía
Sus padres fueron el empresario Julio Bueso Pineda de origen criollo y la señora Manuela Cuéllar Bueso, realizó sus estudió en Medicina y cirugía, se inició en la política siguiendo los ideales liberales reconocidos en la familia Bueso. Ascendió a general debido a la intensidad de las batallas campales e ideológicas que ocurrían en Honduras a principios del siglo XX. 
Sucedió que en las Elecciones generales de Honduras de 1923 resultó como ganador el candidato del Partido Nacional de Honduras, doctor y general de división Tiburcio Carias Andino, el presidente saliente López Gutiérrez no conforme con el resultado de las votaciones decide no entregar el gobierno y se declara dictador un 31 de enero de 1924 y mediante Decreto suprime al Congreso Nacional de Honduras, la oposición al verse acorralada emite sendos comunicados denunciando el acto ante los países democráticos, poco a poco los opositores, van agrupándose en la frontera con Nicaragua y le declaran la guerra al dictador. 
Bueso llegó a ser Designado presidencial en la administración constitucional de Rafael López Gutiérrez, seguidamente llegó a ser nombrado Ministro de Gobernación y Justicia en la presidencia del liberal Rafael López Gutiérrez a quien le obligaron a renunciar del cargo en la Segunda Guerra Civil de Honduras perpetrada por los revolucionarios comandantes Doctor y general Tiburcio Carias Andino, general Vicente Tosta Carrasco, general Gregorio Ferrera y otros. Fue presidente provisional neutral en un Consejo de Ministros entre el 10 de marzo al 30 de abril de 1924, junto con Rómulo Ernesto Durón, José María Ochoa Velásquez, Jacinto López, Marcial Lagos, José María Sandoval Burgos, Alberto A. Rodríguez y el general Toribio Pérez Ramos.
Francisco Bueso Cuellar entregaría el gobierno a otro consejo de ministros encabezado por Fausto Dávila, (hermanastro del expresidente Miguel Rafael Dávila Cuéllar) y que ocupaba el cargo de Ministro de Relaciones exteriores de Honduras aunque paralelo a ello el Jefe de la Revolución el General Tiburcio Carias Andino, ya se había declarado mandatario. En la presidencia de Miguel Paz Barahona fue nombrado como Primer designado a la presidencia.

### Ascendencia
Bosquejo del árbol genealógico del doctor y general Francisco Bueso Cuéllar.
|  |                                                               |  |  |  |  |  |  |  |  |  |  |  |  |  |  |  |
|  | 4 Pascual Bueso Romero (español judío sefardí 1773-16/3/1807) |  |  |  |  |  |  |  |  |  |  |  |  |  |  |  |
|  |                                                               |  |  |  |  |  |  |  |  |  |  |  |  |  |  |  |
|  |                                                               |  |  |  |  |  |  |  |  |  |  |  |  |  |  |  |
|  | 2. José Julio Bueso Pineda (criollo), (n.1800-1875)           |  |  |  |  |  |  |  |  |  |  |  |  |  |  |  |
|  |                                                               |  |  |  |  |  |  |  |  |  |  |  |  |  |  |  |
|  |                                                               |  |  |  |  |  |  |  |  |  |  |  |  |  |  |  |
|  | 5 Anselma (Anastacia) Pineda García (española)                |  |  |  |  |  |  |  |  |  |  |  |  |  |  |  |
|  |                                                               |  |  |  |  |  |  |  |  |  |  |  |  |  |  |  |
|  |                                                               |  |  |  |  |  |  |  |  |  |  |  |  |  |  |  |
|  | 1. Francisco Bueso Cuéllar                                    |  |  |  |  |  |  |  |  |  |  |  |  |  |  |  |
|  |                                                               |  |  |  |  |  |  |  |  |  |  |  |  |  |  |  |
|  |                                                               |  |  |  |  |  |  |  |  |  |  |  |  |  |  |  |
|  | 3 Manuela Cuéllar Bueso                                       |  |  |  |  |  |  |  |  |  |  |  |  |  |  |  |
|  |                                                               |  |  |  |  |  |  |  |  |  |  |  |  |  |  |  |
|  |                                                               |  |  |  |  |  |  |  |  |  |  |  |  |  |  |  |